# 无翅参薯
无翅参薯（学名：Dioscorea exalata）为薯蓣科薯蓣属的植物，为中国的特有植物。分布在中国大陆的贵州、广西、广东、四川、云南等地，生长于海拔1,000米至2,400米的地区，一般生长在竹林、山坡、山沟、路边的阔叶林或乔灌木混交林中，目前尚未由人工引种栽培。